# Kabgān (ort i Iran)
Kabgān (persiska: كَبكان, كَپكَن, كَبگَن, كابغان, كبگان, Kabkān) är en ort i Iran.   Den ligger i provinsen Bushehr, i den södra delen av landet, 800 km söder om huvudstaden Teheran. Kabgān ligger 16 meter över havet och antalet invånare är 231.
Terrängen runt Kabgān är platt åt sydväst, men åt nordost är den kuperad. Havet är nära Kabgān västerut. Runt Kabgān är det glesbefolkat, med 17 invånare per kvadratkilometer. Närmaste större samhälle är Kordovān-e Soflá, 9,7 km öster om Kabgān. Trakten runt Kabgān är ofruktbar med lite eller ingen växtlighet.